# مارشاخت
مارشاخت (به آلمانی: Marschacht) یک شهر در آلمان است که در Elbmarsch واقع شده‌است. مارشاخت ۳٬۶۶۲ نفر جمعیت دارد.